# 奇科帕臼齒麗鯛
奇科帕臼齒麗鯛，為輻鰭魚綱鱸形目隆頭魚亞目慈鯛科的其中一種，分布於非洲馬拉威湖流域，棲息深度18-45公尺，體長可達12.2公分，棲息在中底層水域，屬雜食性，以橈腳類、藻類等為食，生活習性不明，可作為觀賞魚。

## 擴展閱讀
維基物種上的相關：奇科帕臼齒麗鯛